# Équipe de France de football en 2017
Maillots
Actualités
Cet article traite de l'année 2017 de l'Équipe de France de football.

## Déroulement de la saison

### Objectifs
L'objectif — atteint — était de se qualifier pour la Coupe du monde de football 2018 en Russie sans passer par les barrages.

### Résumé de la saison
En 2016, l'équipe de France finit première de son groupe des éliminatoires, devançant ainsi ses adversaires principaux, les Pays-Bas et la Suède, de trois points grâce à ses succès face à ses deux équipes, respectivement 0-1 à l'Amsterdam Arena et 2-1 au Stade de France. Elle commence donc l'année sur une bonne voie en vue de la qualification pour la Coupe du monde 2018 en Russie.
Le premier match de l'année a vu la France affronter le Luxembourg au Stade Josy-Barthel le 25 mars 2017. Les joueurs entraînés par le champion du monde 1998 Didier Deschamps commencent l'année de manière parfaite en allant s'imposer au Luxembourg. Malgré un échec retentissant pour la France à Stockholm contre la Suède 2-1 au Friends Arena, la France finit première de son groupe et se qualifie directement pour la Coupe du monde. 
Cette année 2017 a vu les premières sélections de Tiémoué Bakayoko, Corentin Tolisso, Benjamin Mendy, Kylian Mbappé, Florian Thauvin, Benjamin Pavard et Steven Nzonzi.
L'Équipe de France de football en 2018 peaufinera sa préparation de la Coupe du monde par des matchs amicaux. Les Bleus sont têtes de série et rencontreront l'Australie, le Pérou et le Danemark lors des phases de poules de la Coupe du monde.

### Évolution du classement FIFA
Le tableau ci-dessous présente les classements mensuels de l'équipe de France publiés par la
FIFA durant l'année 2017, « Classement mondial FIFA », sur FIFA, 23 novembre 2017 (consulté le 23 novembre 2017).
| Mois | Janvier | Février | Mars | Avril | Mai | Juin | Juillet | Août | Septembre | Octobre | Novembre | Décembre |
| Rang | 7       | 6       | 6    | 6     | 6   | 6    | 9       | 10   | 8         | 7       | 9        | 9        |

## Bilan de l'année2017
| Rang | Équipe | Pts | J  | G | N | P | Bp | Bc | Diff |
| ---- | ------ | --- | -- | - | - | - | -- | -- | ---- |
| 9    | France | 23  | 11 | 7 | 2 | 2 | 23 | 10 | +13  |

## Statistiques

### Résultats détaillés
| Qualification Coupe du monde                       | Luxembourg | 1 – 3   | France |                                                               |                                                               |
| 25 mars 2017 · 21 h 00 · Historique des rencontres | 34e (pen.) Joachim | (1 – 2) | 28e Giroud · 36e Griezmann · 77e Giroud | Josy Barthel Stadium, Luxembourg Arbitrage : Andris Treimanis | Josy Barthel Stadium, Luxembourg Arbitrage : Andris Treimanis |
| 25 mars 2017 · 21 h 00 · Historique des rencontres | Moris (Schon, 21e) - Jans, Martins Pereira, Chanot, Malget - Philipps, Gerson, Mutsch (Bohnert, 81e) - Bensi, Da Mota (Rodrigues, 81e), Joachim | Équipes | Lloris - Sidibé (Jallet, 62e), Koscielny, Umtiti, Mendy , - Matuidi (Rabiot, 83e), N'Golo Kanté, Griezmann - Payet (Mbappé, 78e), Dembélé, Giroud | Josy Barthel Stadium, Luxembourg Arbitrage : Andris Treimanis | Josy Barthel Stadium, Luxembourg Arbitrage : Andris Treimanis |

| Match amical                                       | France | 0 – 2   | Espagne |                                                       |                                                       |
| 28 mars 2017 · 21 h 00 · Historique des rencontres | | (0 – 0) | 68e (pen.) Silva · 78e Gerard Deulofeu | Stade de France, Saint-Denis Arbitrage : Felix Zwayer | Stade de France, Saint-Denis Arbitrage : Felix Zwayer |
| 28 mars 2017 · 21 h 00 · Historique des rencontres | Lloris - Jallet, Koscielny, Umtiti, Kurzawa - N'Golo Kanté, Rabiot (Bakayoko, 46e), Tolisso (Lemar, 80e) - Griezmann, Gameiro (Dembélé, 80e), Mbappé (Giroud, 65e) | Équipes | De Gea - Carvajal, Piqué, Ramos , Jordi Alba (Nacho, 86e) - Koke (Herrera, 74e), Busquets, Isco (Silva, 52e), Iniesta (Thiago Alcantara, 50e) - Morata (Aspas, 84e), Pedro (Gerard Deulofeu, 66e) | Stade de France, Saint-Denis Arbitrage : Felix Zwayer | Stade de France, Saint-Denis Arbitrage : Felix Zwayer |

| Match amical                                      | France | 5 – 0   | Paraguay                                                                                    |                                                    |                                                    |
| 2 juin 2017 · 21 h 00 · Historique des rencontres | 5e 12e 68e Giroud · 76e Sissoko · 79e Griezmann | (2 – 0) |                                                                                             | Roazhon Park, Rennes Arbitrage : Artur Soares Dias | Roazhon Park, Rennes Arbitrage : Artur Soares Dias |
| 2 juin 2017 · 21 h 00 · Historique des rencontres | Lloris - Sidibé - Koscielny, Umtiti, Mendy (Digne, 67e), - Matuidi, Pogba (N'Golo Kanté, 45e), Griezmann (Thauvin, 80e), - Payet (Lemar, 45e), Dembélé (Sissoko, 45e), Giroud (Lacazette, 73e) | Équipes | Silva - Patiño, Valdez, Gómez, Alonso - Ayala, Aguilar, Iturbe, Romero - Santander, Benítez | Roazhon Park, Rennes Arbitrage : Artur Soares Dias | Roazhon Park, Rennes Arbitrage : Artur Soares Dias |

| Qualification Coupe du monde                      | Suède | 2 – 1   | France |                                                  |                                                  |
| 9 juin 2017 · 20 h 45 · Historique des rencontres | 42e Durmaz · 90+3e Toivonen | (1 – 1) | 37e Giroud | Friends Arena, Solna Arbitrage : Martin Atkinson | Friends Arena, Solna Arbitrage : Martin Atkinson |
| 9 juin 2017 · 20 h 45 · Historique des rencontres | Olsen - Lustig, Lindelöf, Granqvist , Augustinsson - Ekdal (Larsson, 77e), Johansson, Durmaz (Claesson, 76e), Forsberg - Toivonen, Berg (Guidetti, 89e) | Équipes | Lloris - Sidibé, Koscielny, Varane, Mendy - Matuidi, Pogba, Griezmann (Mbappé, 75e), Payet (Lemar, 76e), Sissoko - Giroud | Friends Arena, Solna Arbitrage : Martin Atkinson | Friends Arena, Solna Arbitrage : Martin Atkinson |

| Match amical                                       | France | 3 – 2   | Angleterre |                                                       |                                                       |
| 13 juin 2017 · 21 h 00 · Historique des rencontres | 22e Umtiti · 43e Sidibé · 78e Dembélé                                                                                              | (2 – 1) | 9e Kane · 48e (pen.) Kane | Stade de France, Saint-Denis Arbitrage : Davide Massa | Stade de France, Saint-Denis Arbitrage : Davide Massa |
| 13 juin 2017 · 21 h 00 · Historique des rencontres | Lloris - Sidibé (Jallet, 89e), Varane, Umtiti, Mendy (Digne, 21e) - Kanté, Pogba, Dembélé, Lemar - Mbappé, Giroud (Koscielny, 52e) | Équipes | Heaton (Butland, 45e), - Trippier (Lallana, 76e), Jones (Cresswell, 82e), Cahill, Bertrand (Walker, 45e), - Stones, Dier, Sterling, Alli, Oxlade-Chamberlain - Kane | Stade de France, Saint-Denis Arbitrage : Davide Massa | Stade de France, Saint-Denis Arbitrage : Davide Massa |

| Qualification Coupe du monde                       | France | 4 – 0   | Pays-Bas |                                                          |                                                          |
| 31 août 2017 · 20 h 45 · Historique des rencontres | 14e Griezmann · 73e 88e Lemar · 90e Mbappé                                                                                                | (1 – 0) | | Stade de France, Saint-Denis Arbitrage : Gianluca Rocchi | Stade de France, Saint-Denis Arbitrage : Gianluca Rocchi |
| 31 août 2017 · 20 h 45 · Historique des rencontres | Lloris - Sidibé, Koscielny, Umtiti, Kurzawa - Kanté, Pogba, Coman (Lacazette, 79e), Lemar - Griezmann (Fekir, 89e), Giroud (Mbappé, 75e), | Équipes | Cillessen - Fosu-Mensah, De Vrij, Hoedt, Blind - Wijnaldum, Strootman, Sneijder (Vilhena, 45e), - Robben , Janssen (van Persie, 63e), Promes | Stade de France, Saint-Denis Arbitrage : Gianluca Rocchi | Stade de France, Saint-Denis Arbitrage : Gianluca Rocchi |

| Qualification Coupe du monde                           | France | 0 – 0   | Luxembourg |                                                  |                                                  |
| 3 septembre 2017 · 20 h 45 · Historique des rencontres | | (0 – 0) | | Stadium, Toulouse Arbitrage : Aleksandar Stavrev | Stadium, Toulouse Arbitrage : Aleksandar Stavrev |
| 3 septembre 2017 · 20 h 45 · Historique des rencontres | Lloris - Sidibé, Koscielny, Umtiti, Kurzawa - Kanté, Pogba, Lemar - Griezmann (Fekir, 80e), Mbappé (Coman, 59e), Giroud (Lacazette, 59e), | Équipes | Joubert - Jans, Malget, Philipps, Jänisch - Skenderović, Martins Pereira, Thill (Rodrigues, 58e), - Thill,Da Mota (Sinani, 58e), Turpel (Holter, 87e), | Stadium, Toulouse Arbitrage : Aleksandar Stavrev | Stadium, Toulouse Arbitrage : Aleksandar Stavrev |

| Qualification Coupe du monde                         | Bulgarie | 0 – 1   | France |                                                             |                                                             |
| 7 octobre 2017 · 20 h 45 · Historique des rencontres | | (0 – 1) | 3e Matuidi | Vasil Levski Stadium, Sofia Arbitrage : Antonio Mateu Lahoz | Vasil Levski Stadium, Sofia Arbitrage : Antonio Mateu Lahoz |
| 7 octobre 2017 · 20 h 45 · Historique des rencontres | Iliev - Popov, Bozhikov, Bodurov, Zanev - Slavchev, Kostadinov, Manolev (Dimitrov, 87e), Nedelev - Galabinov (Kraev, 48e), Delev | Équipes | Lloris - Sidibé, Varane, Umtiti, Digne - Kanté (Rabiot, 34e), Matuidi, Tolisso - Griezmann, Mbappé (Giroud, 84e), Lacazette (Payet, 76e), | Vasil Levski Stadium, Sofia Arbitrage : Antonio Mateu Lahoz | Vasil Levski Stadium, Sofia Arbitrage : Antonio Mateu Lahoz |

| Qualification Coupe du monde                          | France | 2 – 1   | Biélorussie |                                                        |                                                        |
| 10 octobre 2017 · 20 h 45 · Historique des rencontres | 27e Griezmann · 33e Giroud | (2 – 1) | 44e Saroka | Stade de France, Saint-Denis Arbitrage : Halis Özkahya | Stade de France, Saint-Denis Arbitrage : Halis Özkahya |
| 10 octobre 2017 · 20 h 45 · Historique des rencontres | Lloris - Sidibé, Varane, Umtiti, Digne - Matuidi, Tolisso, Lemar (Payet, 83e), Coman (Mbappé, 61e) - Griezmann (Sissoko, 78e), Giroud | Équipes | Chernik - Volodko, Politevich, Yanushkevich (Satchivko, 45e), Matveïtchik - Dragun, Korzun (Bykov, 79e), Kovaliov (Skavych, 65e) - Karnitsky, Stasevich , Saroka | Stade de France, Saint-Denis Arbitrage : Halis Özkahya | Stade de France, Saint-Denis Arbitrage : Halis Özkahya |

| Match amical                                           | France | 2 – 0   | Pays de Galles                                                                                     |                                                      |                                                      |
| 10 novembre 2017 · 21 h 00 · Historique des rencontres | 18e Griezmann · 71e Giroud | (1 – 0) | | Stade de France, Saint-Denis Arbitrage : Jorge Sousa | Stade de France, Saint-Denis Arbitrage : Jorge Sousa |
| 10 novembre 2017 · 21 h 00 · Historique des rencontres | Mandanda - Jallet (Pavard, 46e), Koscielny, Umtiti, Kurzawa - Matuidi , Tolisso (N'Zonzi, 46e), - Coman (Martial, 73e), Mbappé (Thauvin, 83e), Griezmann (Fekir, 61e), Giroud (Lacazette, 73e) | Équipes | Hennessey - Gunter, Williams , Taylor, James Chester, Davies - King, Allen, Ledley - Ramsey, Vokes | Stade de France, Saint-Denis Arbitrage : Jorge Sousa | Stade de France, Saint-Denis Arbitrage : Jorge Sousa |

| Match amical                                           | Allemagne | 2 – 2   | France |                                                       |                                                       |
| 14 novembre 2017 · 21 h 00 · Historique des rencontres | 56e Werner · 90e Stindl | (0 – 1) | 18e 71e Lacazette | RheinEnergieStadion, Cologne Arbitrage : Cüneyt Çakır | RheinEnergieStadion, Cologne Arbitrage : Cüneyt Çakır |
| 14 novembre 2017 · 21 h 00 · Historique des rencontres | Trapp - Can (Stindl, 83e), Süle, Hummels (Rüdiger, 45e), Plattenhardt - Kroos, Khedira (Rudy, 75e), - Özil, Gündogan (Götze, 65e), Draxler - Werner (Wagner, 85e) | Équipes | Mandanda - Jallet (Pavard, 64e), Varane , Umtiti, Digne (Kurzawa, 82e), - Matuidi (N'Zonzi, 64e), Tolisso, Rabiot - Martial, Mbappé, Lacazette (Griezmann, 75e) | RheinEnergieStadion, Cologne Arbitrage : Cüneyt Çakır | RheinEnergieStadion, Cologne Arbitrage : Cüneyt Çakır |

## Classement éliminatoires de la Coupe du monde de football 2018 - Groupe A
| Rang | Équipe      | Pts | J  | G | N | P | Bp | Bc | Diff |  | Résultats (▼ dom., ► ext.) |     |     |     |     |     |     |
| ---- | ----------- | --- | -- | - | - | - | -- | -- | ---- |  | -------------------------- | --- | --- | --- | --- | --- | --- |
| 1    | France      | 23  | 10 | 7 | 2 | 1 | 18 | 6  | +12  |  | France                     |     | 2-1 | 4-0 | 4-1 | 0-0 | 2-1 |
| 2    | Suède       | 19  | 10 | 6 | 1 | 3 | 26 | 9  | +17  |  | Suède                      | 2-1 |     | 1-1 | 3-0 | 8-0 | 4-0 |
| 3    | Pays-Bas    | 19  | 10 | 6 | 1 | 3 | 21 | 12 | +9   |  | Pays-Bas                   | 0-1 | 2-0 |     | 3-1 | 5-0 | 4-1 |
| 4    | Bulgarie    | 13  | 10 | 4 | 1 | 5 | 14 | 19 | -5   |  | Bulgarie                   | 0-1 | 3-2 | 2-0 |     | 4-3 | 1-0 |
| 5    | Luxembourg  | 6   | 10 | 1 | 3 | 6 | 7  | 25 | -18  |  | Luxembourg                 | 1-3 | 0-1 | 1-3 | 1-1 |     | 1-0 |
| 6    | Biélorussie | 5   | 10 | 1 | 2 | 7 | 6  | 21 | -15  |  | Biélorussie                | 0-0 | 0-4 | 1-3 | 2-1 | 1-1 |     |

### Équipe de France
| Numéro / Nom       | Numéro / Nom         | Équipe                               | Sél. (but)                                                                                     | Date de naissance | J.              |                 |                 |                 |                 |
| Gardiens de but    | Gardiens de but      | Gardiens de but                      | Gardiens de but                                                                                | Gardiens de but   | Gardiens de but | Gardiens de but | Gardiens de but | Gardiens de but | Gardiens de but |
| ------------------ | -------------------- | ------------------------------------ | ---------------------------------------------------------------------------------------------- | ----------------- | --------------- | --------------- | --------------- | --------------- | --------------- |
| 1                  | Hugo Lloris          | Tottenham Hotspur                    | 94 (0)                                                                                         | 26.12.1986        | 9               | -8              | 0               | 0               | 0               |
| 16                 | Steve Mandanda       | Olympique de Marseille               | 26 (0)                                                                                         | 28.03.1985        | 2               | -2              | 0               | 0               | 0               |
| 23                 | Benoît Costil        | Stade rennais, Girondins de Bordeaux | 1 (0)                                                                                          | 03.07.1987        | 0               | 0               | 0               | 0               | 0               |
| 16                 | Alphonse Areola      | Paris Saint-Germain                  | 0 (0)                                                                                          | 27.02.1993        | 0               | 0               | 0               | 0               | 0               |
| Défenseurs         |                      |                                      |                                                                                                |                   |                 |                 |                 |                 |                 |
| 19                 | Bacary Sagna         | Manchester City                      | 65 (0)                                                                                         | 14.02.1983        | 0               | 0               | 0               | 0               | 0               |
| 21                 | Laurent Koscielny    | Arsenal                              | 50 (1)                                                                                         | 10.09.1985        | 8               | 0               | 0               | 0               | 0               |
| 4                  | Raphaël Varane       | Real Madrid                          | 40 (2)                                                                                         | 25.04.1993        | 5               | 0               | 0               | 0               | 1               |
| 5                  | Adil Rami            | FC Séville, Olympique de Marseille   | 33 (1)                                                                                         | 27.12.1985        | 0               | 0               | 0               | 0               | 0               |
| 17                 | Lucas Digne          | FC Barcelone                         | 19 (0)                                                                                         | 20.07.1993        | 4               | 0               | 0               | 0               | 0               |
| 2                  | Christophe Jallet    | Olympique lyonnais, OGC Nice         | 16 (1)                                                                                         | 31.10.1983        | 5               | 0               | 1               | 0               | 0               |
| 19                 | Djibril Sidibe       | AS Monaco                            | 14 (1)                                                                                         | 29.07.1992        | 8               | 1               | 1               | 0               | 0               |
| 22                 | Samuel Umtiti        | FC Barcelone                         | 14 (1)                                                                                         | 14.11.1993        | 10              | 1               | 0               | 0               | 0               |
| 3                  | Layvin Kurzawa       | Paris Saint-Germain                  | 11 (1)                                                                                         | 04.09.1992        | 5               | 0               | 1               | 0               | 0               |
| 15                 | Benjamin Mendy       | AS Monaco, Manchester City           | 4 (0)                                                                                          | 17.07.1994        | 4               | 0               | 0               | 0               | 0               |
| 3                  | Benjamin Pavard      | VfB Stuttgart                        | 2 (0)                                                                                          | 28.03.1993        | 2               | 0               | 0               | 0               | 0               |
| 25                 | Kurt Zouma           | Chelsea FC, Stoke City               | 2 (0)                                                                                          | 27.10.1994        | 0               | 0               | 0               | 0               | 0               |
| 19                 | Sébastien Corchia    | Lille OSC, FC Séville                | 1 (0)                                                                                          | 01.11.1990        | 0               | 0               | 0               | 0               | 0               |
| 5                  | Aymeric Laporte      | Athletic Bilbao                      | 0 (0)                                                                                          | 27.05.1994        | 0               | 0               | 0               | 0               | 0               |
| 13                 | Presnel Kimpembe     | Paris Saint-Germain                  | 0 (0)                                                                                          | 13.08.1995        | 0               | 0               | 0               | 0               | 0               |
| 3                  | Jordan Amavi         | Olympique de Marseille               | 0 (0)                                                                                          | 09.03.1994        | 0               | 0               | 0               | 0               | 0               |
| Milieux de terrain |                      |                                      |                                                                                                |                   |                 |                 |                 |                 |                 |
| 14                 | Blaise Matuidi       | Paris Saint-Germain, Juventus Turin  | 62 (9)                                                                                         | 09.04.1987        | 7               | 1               | 1               | 0               | 0               |
| 18                 | Moussa Sissoko       | Tottenham Hotspur                    | 53 (2)                                                                                         | 16.08.1989        | 3               | 1               | 0               | 0               | 0               |
| 15                 | Paul Pogba           | Manchester United                    | 49 (8)                                                                                         | 15.03.1993        | 5               | 0               | 2               | 0               | 0               |
| 13                 | N'Golo Kanté         | Chelsea FC                           | 20 (1)                                                                                         | 25.03.1991        | 7               | 0               | 0               | 0               | 0               |
| 20                 | Thomas Lemar         | AS Monaco                            | 8 (2)                                                                                          | 12.11.1995        | 7               | 2               | 0               | 0               | 0               |
| 18                 | Adrien Rabiot        | Paris Saint-Germain                  | 5 (0)                                                                                          | 03.04.1995        | 4               | 0               | 1               | 0               | 0               |
| 6                  | Corentin Tolisso     | Olympique Lyonnais, Bayern Munich    | 5 (0)                                                                                          | 03.08.1994        | 5               | 0               | 0               | 0               | 0               |
| 4                  | Steven Nzonzi        | FC Séville                           | 2 (0)                                                                                          | 15.12.1988        | 2               | 0               | 0               | 0               | 0               |
| 4                  | Tiémoué Bakayoko     | AS Monaco, Chelsea FC                | 1 (0)                                                                                          | 17.08.1994        | 1               | 0               | 0               | 0               | 0               |
| Attaquants         |                      |                                      |                                                                                                |                   |                 |                 |                 |                 |                 |
| 9                  | Olivier Giroud       | Arsenal                              | 69 (29)                                                                                        | 30.09.1986        | 10              | 8               | 1               | 0               | 0               |
| 7                  | Antoine Griezmann    | Atlético Madrid                      | 49 (19)                                                                                        | 21.03.1991        | 10              | 5               | 1               | 0               | 0               |
| 10                 | Dimitri Payet        | Olympique de Marseille               | 37 (8)                                                                                         | 29.03.1987        | 5               | 0               | 0               | 0               | 0               |
| 20                 | Alexandre Lacazette  | Olympique Lyonnais, Arsenal          | 17 (3)                                                                                         | 28.05.1991        | 6               | 2               | 1               | 0               | 0               |
| 11                 | Anthony Martial      | Manchester United                    | 16 (1)                                                                                         | 05.12.1995        | 2               | 0               | 0               | 0               | 0               |
| 20                 | Kingsley Coman       | Bayern Munich                        | 15 (1)                                                                                         | 13.06.1996        | 4               | 0               | 0               | 0               | 0               |
| 10                 | Kevin Gameiro        | Atlético Madrid                      | 13 (3)                                                                                         | 09.05.1987        | 1               | 0               | 0               | 0               | 0               |
| 12                 | Nabil Fekir          | Olympique lyonnais                   | 10 (1)                                                                                         | 18.07.1993        | 3               | 0               | 0               | 0               | 0               |
| 12                 | Kylian Mbappé        | AS Monaco, Paris Saint-Germain       | 10 (1)                                                                                         | 20.12.1998        | 10              | 1               | 0               | 0               | 0               |
| 11                 | Ousmane Dembélé      | Borussia Dortmund, FC Barcelone      | 7 (1)                                                                                          | 15.05.1997        | 4               | 1               | 0               | 0               | 0               |
| 17                 | Florian Thauvin      | Olympique de Marseille               | 2 (0)                                                                                          | 26.01.1993        | 2               | 0               | 0               | 0               | 0               |
| Sélectionneur      |                      |                                      |                                                                                                |                   |                 |                 |                 |                 |                 |
|                    | Didier Deschamps     |                                      | Sélectionneur : 71 matchs (V : 44, N : 13, D : 14) - en 2017 : 11 matchs (V : 7, N : 2, D : 2) | 15.10.1968        |                 |                 |                 |                 |                 |
|                    | Guy Stéphan          |                                      | Adjoint sélectionneur                                                                          | 17.10.1956        |                 |                 |                 |                 |                 |
|                    | Eric Bédouet         |                                      | Entraîneur physique                                                                            | 14.04.1954        |                 |                 |                 |                 |                 |
|                    | Franck Raviot        |                                      | Entraîneur des gardiens                                                                        | 12.07.1973        |                 |                 |                 |                 |                 |
|                    | Franck Le Gall       |                                      | Médecin                                                                                        | 21.01.1964        |                 |                 |                 |                 |                 |
|                    | Jean-Yves Vandewalle |                                      | Ostéopathe                                                                                     | 20.11.1965        |                 |                 |                 |                 |                 |
|                    | Christophe Geoffroy  |                                      | Kiné                                                                                           | 14.03.1963        |                 |                 |                 |                 |                 |
|                    | Denis Morcel         |                                      | Kiné                                                                                           | 16.03.1959        |                 |                 |                 |                 |                 |
|                    | Alexandre Germain    |                                      | Kiné                                                                                           | 05.10.1976        |                 |                 |                 |                 |                 |
|                    | Guillaume Vassout    |                                      | Kiné                                                                                           | 13.09.1985        |                 |                 |                 |                 |                 |
|                    | Philippe Brocherieux |                                      | Responsable administratif                                                                      | 26.05.1973        |                 |                 |                 |                 |                 |
|                    | Thierry Marszalek    |                                      | Responsable du service audiovisuel                                                             | 19.12.1973        |                 |                 |                 |                 |                 |
|                    | Eric Dubray          |                                      | Technicien Vidéo                                                                               | 09.12.1965        |                 |                 |                 |                 |                 |
|                    | Guillaume Bigot      |                                      | Responsable des contenus digitaux                                                              | 20.04.1974        |                 |                 |                 |                 |                 |
|                    | Mohamed Sanhadji     |                                      | Officier de liaison et de sécurité                                                             | 19.10.1968        |                 |                 |                 |                 |                 |
|                    | Nicolas Piry         |                                      | Responsable du sponsoring football Nike France                                                 | 27.03.1975        |                 |                 |                 |                 |                 |
|                    | Bachir Néhar         |                                      | Intendant                                                                                      | 02.12.1971        |                 |                 |                 |                 |                 |
|                    | David Serre          |                                      | Chef Cuisinier                                                                                 | 22.01.1977        |                 |                 |                 |                 |                 |

 = capitaine --  Gardien de butDéfenseurMilieu de terrainAttaquantSélectionneur

### Temps de jeu des joueurs
| Gardiens de but                                   |            |         |                |        |         |             |        |         |         |         |             |
| Hugo Lloris (Tottenham Hotspur Football Club)     | 90         | 90      | 90             | 90     | 90      | 90          | 90     | 90      | 90      |         |             |
| Steve Mandanda (Crystal Palace FC, OM)            |            |         |                |        |         |             |        |         |         | 90      | 90          |
| Défenseurs                                        |            |         |                |        |         |             |        |         |         |         |             |
| Laurent Koscielny (Arsenal FC)                    | 90         | 90      | 90             | 90     | 52e     | 90          | 90     |         |         | 90      |             |
| Raphaël Varane (Real Madrid)                      |            |         |                | 90     | 47e     |             |        | 90      | 90      |         | 90          |
| Lucas Digne (FC Barcelone)                        |            |         | 67e            |        | 21e     |             |        | 90      | 90      |         | 82e         |
| Christophe Jallet (OL, OGC Nice)                  | 62e        | 90 55e  |                |        | 89e     |             |        |         |         | 90      | 64e         |
| Djibril Sidibe (AS Monaco)                        | 62e        |         | 90             | 90     | 43e 89e | 90          | 90     | 90      | 83e 90  |         |             |
| Samuel Umtiti (FC Barcelone)                      | 90         | 90      | 90             |        | 90 22e  | 90          | 90     | 90      | 90      | 90      | 90          |
| Layvin Kurzawa (PSG)                              |            | 90      |                |        |         | 90 85e      | 90     |         |         | 90      | 82e         |
| Benjamin Mendy (AS Monaco, Manchester City)       | 90         |         | 67e            | 90     | 21e     |             |        |         |         |         |             |
| Benjamin Pavard (VfB Stuttgart)                   |            |         |                |        |         |             |        |         |         | 46e     | 64e         |
| Milieux                                           |            |         |                |        |         |             |        |         |         |         |             |
| Blaise Matuidi (PSG, Juventus)                    | 32e 83e    |         | 90             | 90     |         |             |        | 90 3e   | 90      | 90      | 64e         |
| Moussa Sissoko (Tottenham Hotspur Football Club)  |            |         | 45e 76e        | 90     |         |             |        |         | 78e     |         |             |
| Paul Pogba (Manchester United)                    |            |         | 45e            | 90 65e | 90      | 90          | 90 79e |         |         |         |             |
| N'Golo Kanté (Chelsea FC)                         | 90         | 90      | 45e            |        | 90      | 90          | 90     | 34e     |         |         |             |
| Thomas Lemar (AS Monaco)                          |            | 80e     | 45e            | 76e    | 90      | 90 73e 88e  | 90     |         | 83e     |         |             |
| Adrien Rabiot (PSG)                               | 83e        | 18e 45e |                |        |         |             |        | 34e     |         |         | 90          |
| Corentin Tolisso (OL, Bayern Munich)              |            | 80e     |                |        |         |             |        | 90      | 90      | 46e     | 90          |
| Tiémoué Bakayoko (AS Monaco, Chelsea FC)          |            | 46e     |                |        |         |             |        |         |         |         |             |
| Steven Nzonzi (FC Séville)                        |            |         |                |        |         |             |        |         |         | 46e     | 64e         |
| Attaquants                                        |            |         |                |        |         |             |        |         |         |         |             |
| Olivier Giroud (Arsenal FC)                       | 90 28e 77e | 65e     | 5e 12e 68e 73e | 90 37e | 52e     | 75e         | 59e    | 84e 90e | 33e 90  | 71e 73e |             |
| Antoine Griezmann (Atlético Madrid)               | 90 36e     | 90      | 79e 80e        | 75e    |         | 14e 17e 89e | 80e    | 90      | 27e 78e | 18e 61e | 75e         |
| Dimitri Payet (OM)                                | 78e        |         | 45e            | 76e    |         |             |        | 76e     | 83e     |         |             |
| Kevin Gameiro (Atlético Madrid)                   |            | 80e     |                |        |         |             |        |         |         |         |             |
| Alexandre Lacazette (OL, Arsenal FC)              |            |         | 73e            |        |         | 80e 85e     | 59e    | 76e     |         | 73e     | 33e 71e 75e |
| Kingsley Coman (Bayern Munich)                    |            |         |                |        |         | 79e         | 59e    |         | 61e     | 73e     |             |
| Anthony Martial (Manchester United)               |            |         |                |        |         |             |        |         |         | 73e     | 90          |
| Nabil Fekir (OL)                                  |            |         |                |        |         | 89e         | 80e    |         |         | 61e     |             |
| Ousmane Dembele (Borussia Dortmund, FC Barcelone) | 90         | 80e     | 45e            |        | 90 78e  |             |        |         |         |         |             |
| Kylian Mbappé (AS Monaco, PSG)                    | 78e        | 65e     |                | 75e    | 90      | 75e 90e     | 59e    | 84e     | 61e     | 83e     | 90          |
| Florian Thauvin (OM)                              |            |         | 80e            |        |         |             |        |         |         | 83e     |             |

### Buteurs

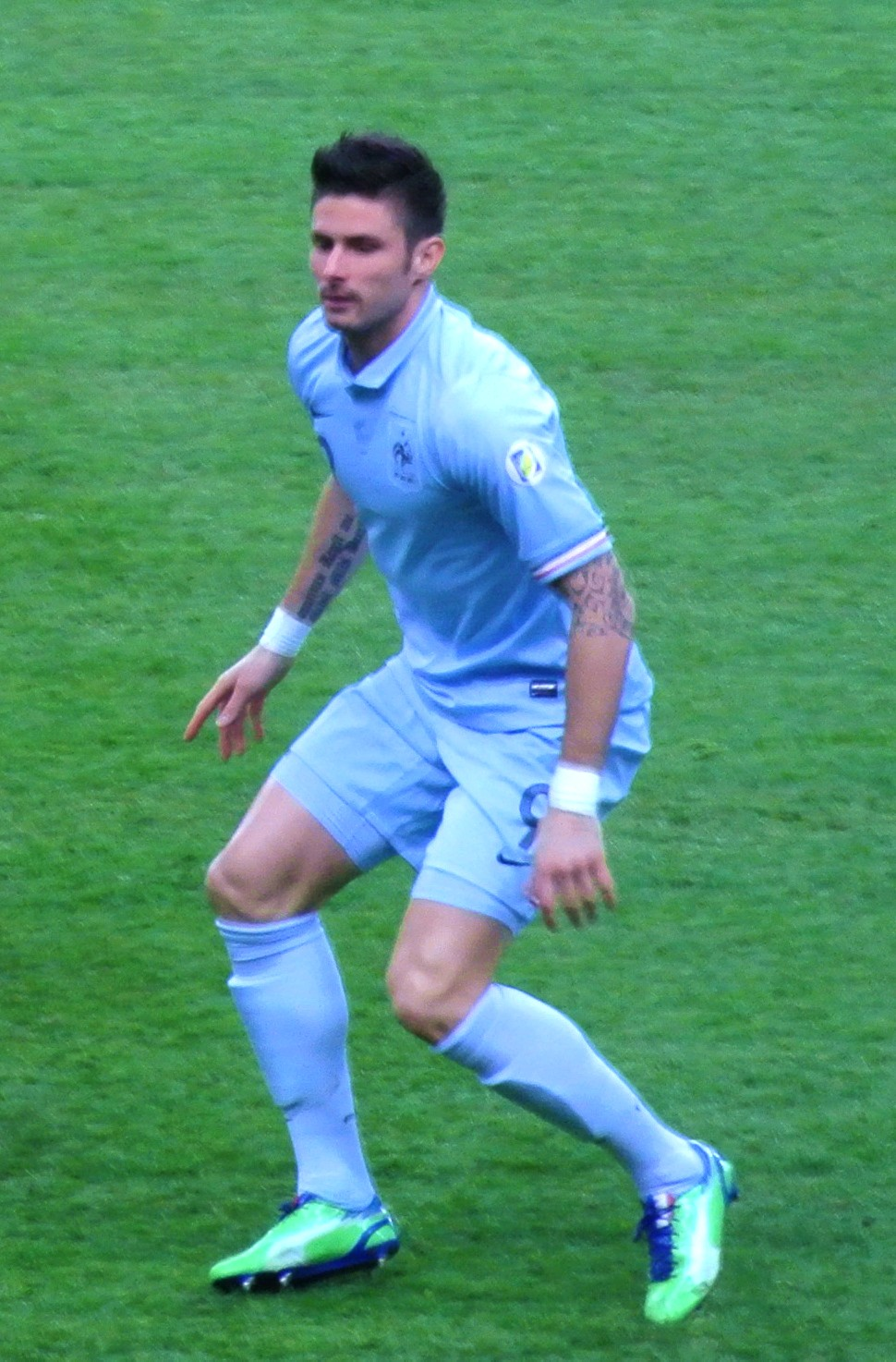
Olivier Giroud, 8 buts

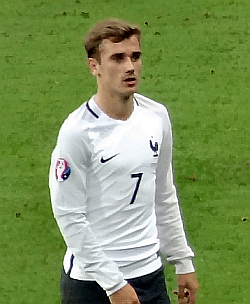
Antoine Griezmann, 5 buts

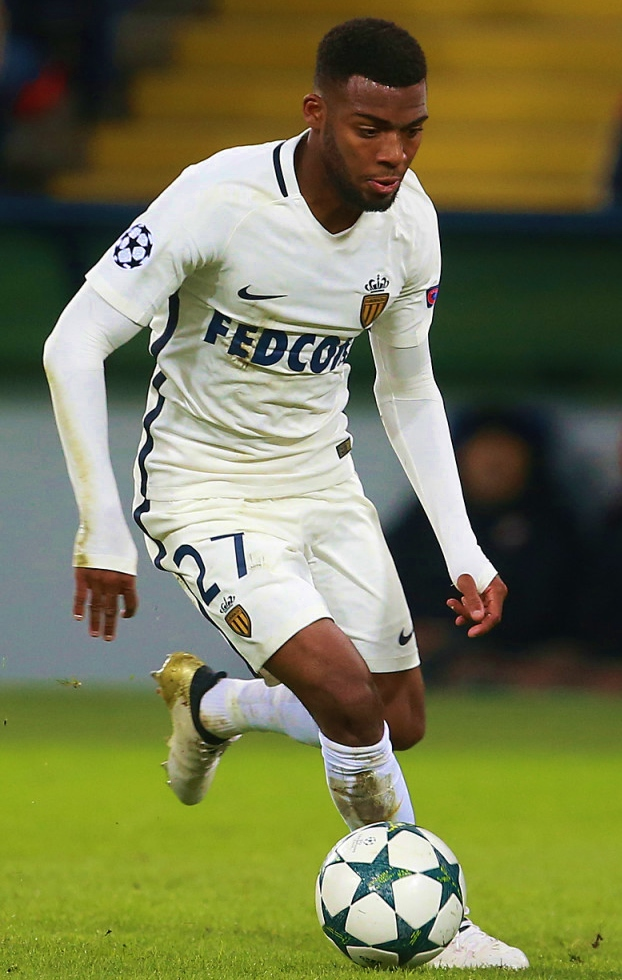
Thomas Lemar, 2 buts

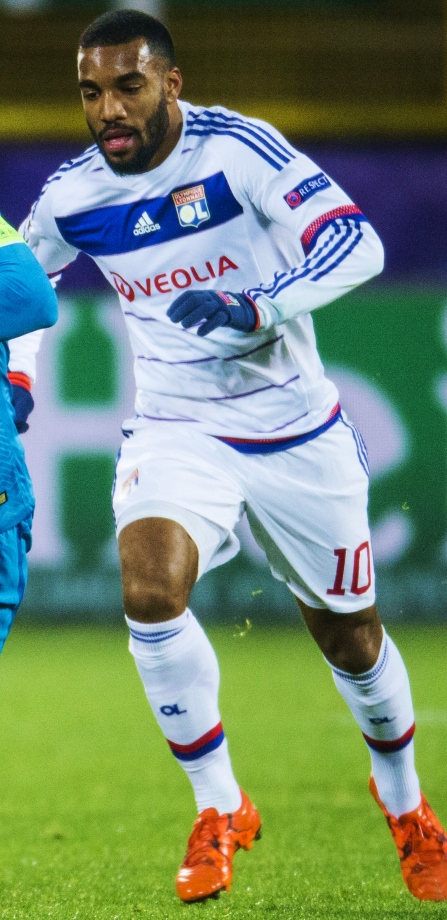
Alexandre Lacazette, 2 buts

8 buts         
- Olivier Giroud ( Luxembourg x2,  Paraguay x3,  Suède,  Biélorussie,  Pays de Galles)

5 buts      
- Antoine Griezmann ( Luxembourg,  Paraguay,  Pays-Bas,  Biélorussie,  Pays de Galles)

2 buts   
- Thomas Lemar ( Pays-Bas x2)
- Alexandre Lacazette ( Allemagne x2)

1 but  
- Kylian Mbappé ( Pays-Bas)
- Ousmane Dembélé ( Angleterre)
- Djibril Sidibé ( Angleterre)
- Samuel Umtiti ( Angleterre)
- Moussa Sissoko ( Paraguay)
- Blaise Matuidi ( Bulgarie)

### Passeurs décisifs
3 passes
- Antoine Griezmann  ( Pays-Bas pour Thomas Lemar,  Bulgarie pour Blaise Matuidi,  Biélorussie pour Olivier Giroud)
- Kylian Mbappé  ( Angleterre pour Ousmane Dembele,  Pays de Galles pour Olivier Giroud,  Allemagne pour Alexandre Lacazette)

2 passes
- Benjamin Mendy  ( Luxembourg pour Olivier Giroud,  Suède pour Olivier Giroud)
- Djibril Sidibé  ( Luxembourg pour Olivier Giroud,  Pays-Bas pour Kylian Mbappé)

1 passe
- Ousmane Dembélé  ( Paraguay pour Olivier Giroud)
- Lucas Digne  ( Paraguay pour Olivier Giroud)
- Olivier Giroud  ( Pays-Bas pour Antoine Griezmann)
- Alexandre Lacazette  ( Paraguay pour Moussa Sissoko)
- Dimitri Payet  ( Paraguay pour Olivier Giroud)
- Blaise Matuidi  ( Biélorussie pour Antoine Griezmann)
- Corentin Tolisso  ( Pays de Galles pour Antoine Griezmann)
- Anthony Martial  ( Allemagne pour Alexandre Lacazette)

## Aspects socio-économiques

### Audiences télévisuelles
| Jour de diffusion | Match                   | Compétition                        | Diffuseur | Téléspectateurs | Part d'audience | Référence |
| 25 mars 2017      | Luxembourg – France     | Qualifications Coupe du monde 2018 | TF1       | 6 155 000       | 28,6 %          | [ 3 ]     |
| 28 mars 2017      | France – Espagne        | Amical                             | TF1       | 5 974 000       | 24,7 %          | [ 4 ]     |
| 2 juin 2017       | France – Paraguay       | Amical                             | TMC       | 3 128 000       | 13,6 %          | [ 5 ]     |
| 9 juin 2017       | Suède – France          | Qualifications Coupe du monde 2018 | TF1       | 6 395 000       | 28,8 %          | [ 6 ]     |
| 13 juin 2017      | France – Angleterre     | Amical                             | TF1       | 6 452 000       | 28,5 %          | [ 7 ]     |
| 31 aout 2017      | France – Pays-Bas       | Qualifications Coupe du monde 2018 | TF1       | 7 630 000       | 31,6 %          | [ 8 ]     |
| 3 septembre 2017  | France – Luxembourg     | Qualifications Coupe du monde 2018 | TF1       | 8 043 000       | 31,9 %          | [ 9 ]     |
| 7 octobre 2017    | Bulgarie – France       | Qualifications Coupe du monde 2018 | TF1       | 7 340 000       | 32,6 %          | [ 10 ]    |
| 10 octobre 2017   | France – Biélorussie    | Qualifications Coupe du monde 2018 | TF1       | 7 882 000       | 30,8 %          | [ 11 ]    |
| 10 novembre 2017  | France – Pays de Galles | Amical                             | TF1       | 5 881 000       | 25,9 %          | [ 12 ]    |
| 14 novembre 2017  | Allemagne – France      | Amical                             | TF1       | 6 596 000       | 27 %            | [ 13 ]    |